# 赵鸿
赵鸿，清朝人，是一名清朝政治人物。
赵鸿曾于1897年接替葛培义任华亭县知县一职，1898年由刘有光接任。